# میپل هیل (کانزاس)
میپل هیل (به انگلیسی: Maple Hill) شهری در ایالت کانزاس کشور ایالات متحده آمریکا است که جمعیت آن در سرشماری سال ۲۰۱۰ میلادی، ۶۲۰ نفر بوده‌است.